# Макаровский мост (Екатеринбург)
Виды с высоты

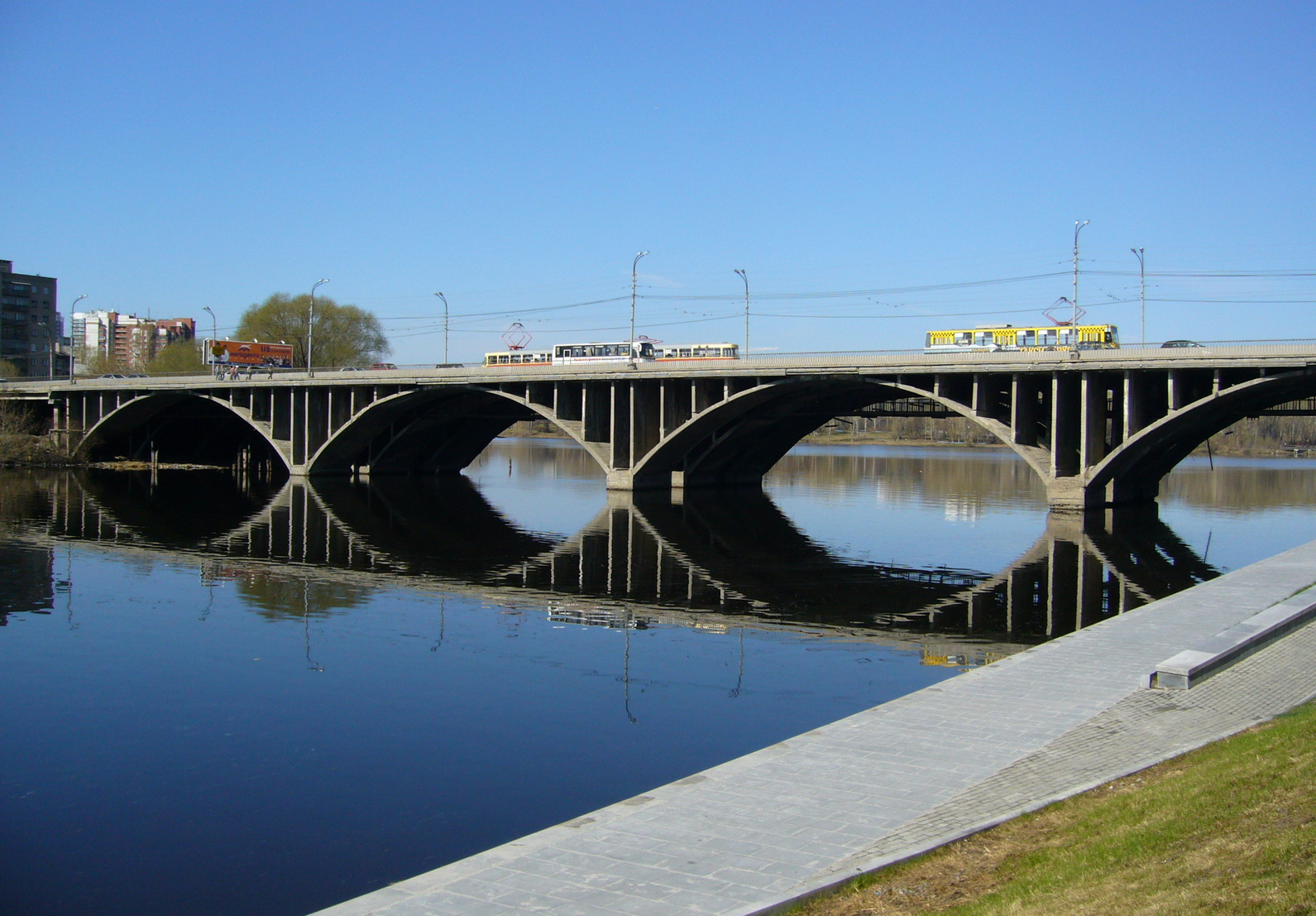
Мост в 2010 году

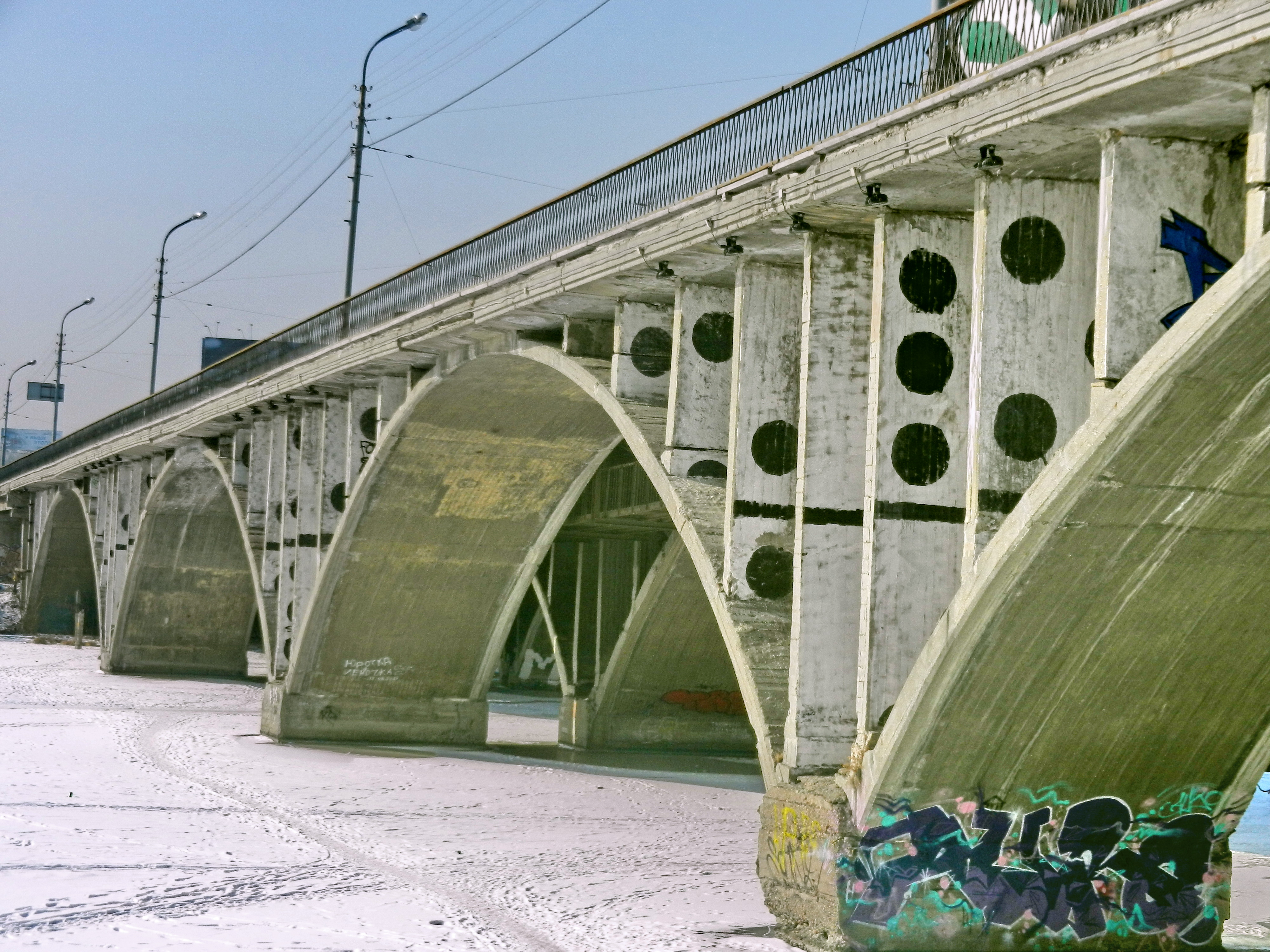
Вид на мост зимой

Мака́ровский мост (до 1918 года — Кривцовский) — мост через реку Исеть в Екатеринбурге. Соединяет берега верхней части Городского пруда на улице Челюскинцев (до 1934 года — Северная улица). Выше по течению находится пешеходный мост, ниже — плотина Городского пруда. Общая длина моста составляет 254,95 м, делая его самым длинным в Екатеринбурге.

## Название
Деревянный мост, построенный в 1881 году, получил название Кривцовского, по фамилии городского головы В. В. Кривцова. Это название применялось в официальных документах до 1918 года. В конце XIX века мост капитально отремонтировал на собственные средства городской голова Илья Иванович Симанов — купец первой гильдии, хозяин паровой мельницы (располагалась около моста). С этого времени мост стали называть и Симановским. В 1904 г. купец Симанов разорился и хозяевами мельницы стали братья Макаровы. Однако Макаровским мостом его стали называть гораздо позже. Это было местечковое название, которое понравилось журналистам и, благодаря им, начиная с 1991 года, превратилось почти в официальное.
После революции мост официально получил название Пролетарского, однако оно не прижилось. В газетах 1920—1930-х гг. так и писали «Пролетарский (б. Симанова)» или просто «Симановский мост».
В 1934 году Северную улицу переименовали в улицу Челюскинцев в честь проезжавших через Свердловск полярников с парохода «Челюскин», которых пышно встречали в городе. С того времени мост в официальной хронике стали называть «мост на улице Челюскинцев».

## История
Деревянный проезжий мост в створе привокзальной Северной улицы был построен в 1881 году городским головой В. В. Кривцовым при помощи других жертвователей. Мост сильно сократил путь от западной части города к железнодорожному вокзалу. В конце XIX в. мост был отремонтирован на средства городского головы И. И. Симанова — купца первой гильдии и хозяина паровой мельницы (располагалась около моста). В 1901 году мост был капитально перестроен.
Перед прокладкой трамвайной линии по улице Челюскинцев было принято решение вместо деревянного моста построить железобетонный. Проект нового моста был разработан в 1953 году московским институтом «Гипрокоммундортранс», строительство велось с 1954 по 1959 годы. Работы выполняли Мостопоезд № 445, трест «Гордормостстрой», дорожно-эксплуатационная контора городского управления благоустройства, 358 управление треста и Уралтранспецстрой. 5 ноября 1959 года по улице Челюскинцев через мост началось регулярное трамвайное движение. Мост был четырёхпролётный железобетонный арочный. Общая длина составляла 238 м, ширина — 24,6 м. Под крайним западным пролётом был предусмотрен проезд и проход по набережной пруда.
В 1975 году была выполнена реконструкция подхода к мосту со стороны Железнодорожного вокзала, при которой часть подпорной стены, находившаяся в аварийном состоянии, была заменена на эстакадную часть, перекрытую двумя 24-метровыми балочными пролётами. 
В 2005 году проезжую часть расширили с одного до двух рядов в каждом направлении, построили парапетное ограждение проезжей части высотой 0,8 м, заменили перила и тротуары выложили бетонными плитами, при этом были расширены кабельные каналы под тротуарами. В 2011 г. поверх бетонных плит тротуаров был уложен асфальт.
По результатам обследований, выполненных в 2012—2015 гг., техническое состояние сооружения было признано неудовлетворительным из-за высокой степени износа диафрагменных пролётных строений, надарочных конструкций и промежуточных опор. Проект реконструкции моста, разработанный ГУП «УРАЛГИПРОТРАНС» (ГИП Л. С. Якименко), включал в себя расширение моста за счёт строительства новых двух рядов арок с верховой стороны существующего моста общей шириной 16,05 м, с полным демонтажем существующего моста и поэтапным строительством нового моста.
Работы были разделены на 3 этапа:
1. строительство с верховой стороны нового моста общей шириной 25,2 м, на котором предусмотрены тротуар (три метра шириной), велодорожка (2,5 м) и проезжая часть (9 м) с трамвайным полотном под два трамвайных пути;
2. реконструкция оставшейся части моста шириной 16,48 м и объединение в общую проезжую часть с мостом, построенным в I этапе;
3. реконструкция улицы Николая Никонова (на всей длине, от улицы Челюскинцев до Красного переулка).

В мае 2015 года МКУ «Управление капитального строительства города Екатеринбурга» заключило с компанией ООО «Городское управление дорожно-строительных работ» контракт на выполнение работ по реконструкции моста. 
Работы начались в июле 2017 года, был понижен уровень Городского пруда, а рядом с мостом, выше по течению, был возведён временный рабочий мост. На старом мосту сохранялось движение автотранспорта по двум полосам, одна трамвайная линия и тротуар шириной 2,25 м. 
15 сентября 2018 г. при производстве арматурных работ один рабочий погиб, второй получил электротравму.
18 мая 2019 было прекращено движение трамваев, а с 1 июня мост был закрыт для автомобилей. Автомобильное движение по новой части моста было открыто 1 июля 2019 года. Движение трамваев было открыто в октябре 2019 года. 31 октября 2021 года было открыто автомобильное движение по второй части моста. Полноценное трамвайное движение возобновлено 1 ноября 2021 года. 20 июня 2022 года в первые в истории моста протестировали архитектурную подсветку. 20 августа 2022 года был открыт съезд с Гражданской улицы с выходом на улицу Николая Никонова. Также открыто сквозное пешеходное движение по Олимпийской набережной и на улицу Гражданскую . Реконструкция завершена.

## Конструкция

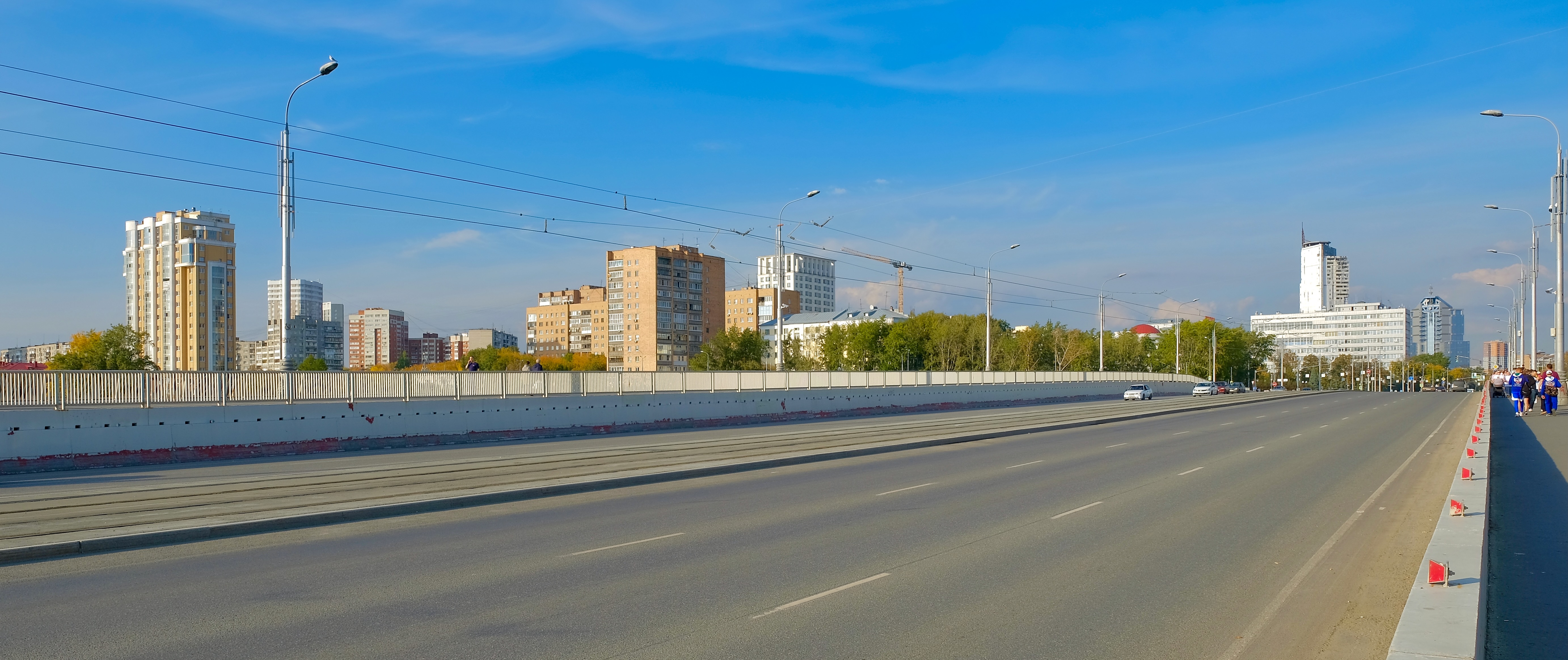
Вид на улицу Челюскинцев, проходящую по мосту

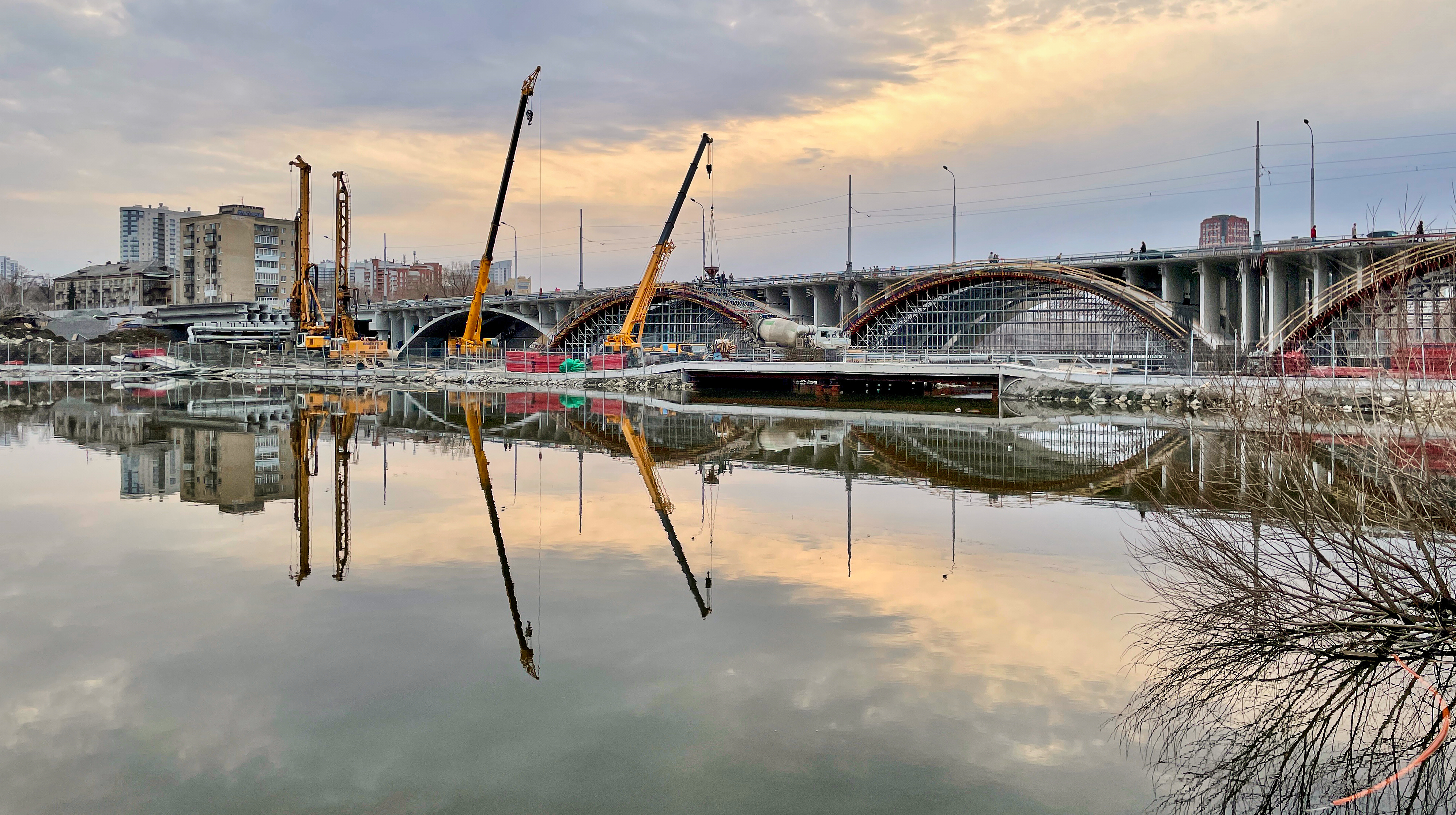
Реконструкция моста в 2021 году

Мост железобетонный девятипролётный, состоит из арочной и балочной частей. Схема моста — 2х24,0 + 15,0 + 4х37,5 + 15,0 + 24,0 м. Пролётное строение арочной части из монолитного железобетона и состоит из трёх рядов сводов в поперечном направлении. Арочные своды опираются на массивные раздельные промежуточные опоры размерами 3,0×6,5 м. Арочные своды бесшарнирные. Нагрузка с плиты проезжей части передаётся на своды через стойки-стенки с поперечным сечением 5,3×0,3 м. Шаг стоек в пролёте 3,0 м, на опорах — 2,3 м. В верхней части все стойки-стенки объединяются между собой при помощи диафрагм сечением 0,8×0,3 м. Плита проезжей части железобетонная монолитная, толщиной 25 см (35 см в пределах консоли). В замковой части арок плита проезжей части и арка объединяются в один элемент в пределах длины равной 6,0 м на всю ширину моста, общей толщиной 0,65 м. Балочная часть моста состоит из железобетонных преднапряжённых балок заводского изготовления, в поперечном сечении установлено 14 балок.
Промежуточные опоры железобетонные монолитные многостоечные. Стойки в поперечном сечении прямоугольной формы шириной 0,80 м и сопрягаются с ригелем с помощью капители. Ригели шириной 1,7 м и высотой 1,1 м. Основание опор эстакады из буронабивных свай диаметром 1,5 м.
Мост предназначен для движения автотранспорта, трамваев, велосипедистов и пешеходов. Ширина проезжей части составляет 9,3 м, включая две полосы движения автотранспорта по 3,5 м, два трамвайных пути с междупутным расстоянием 3,2 м, полосу безопасности шириной 1 м со стороны тротуара и полосу безопасности 1,3 м со стороны временного трамвайного пути. Барьерное ограждение парапетное (типа «Нью-Джерси») со стороны тротуара и металлическое — со стороны трамвайных путей. С верховой стороны моста расположена велодорожка шириной 2,5 м и тротуар шириной 3,0 м с разделительной полосой между ними, равной 0,5 м. В пределах арочной части и примыкающих к ней балочных пролётов тротуар возвышается над проезжей частью на 1,6 м для размещения двух труб теплотрассы Ø700 мм. За пределами участка пропуска теплотрассы высота тротуара равномерно снижается к началу и к концу моста. Покрытие проезжей части, тротуара и велодорожки — асфальтобетон. Перильное ограждение на мосту металлическое простого рисунка.

Ночная подсветка
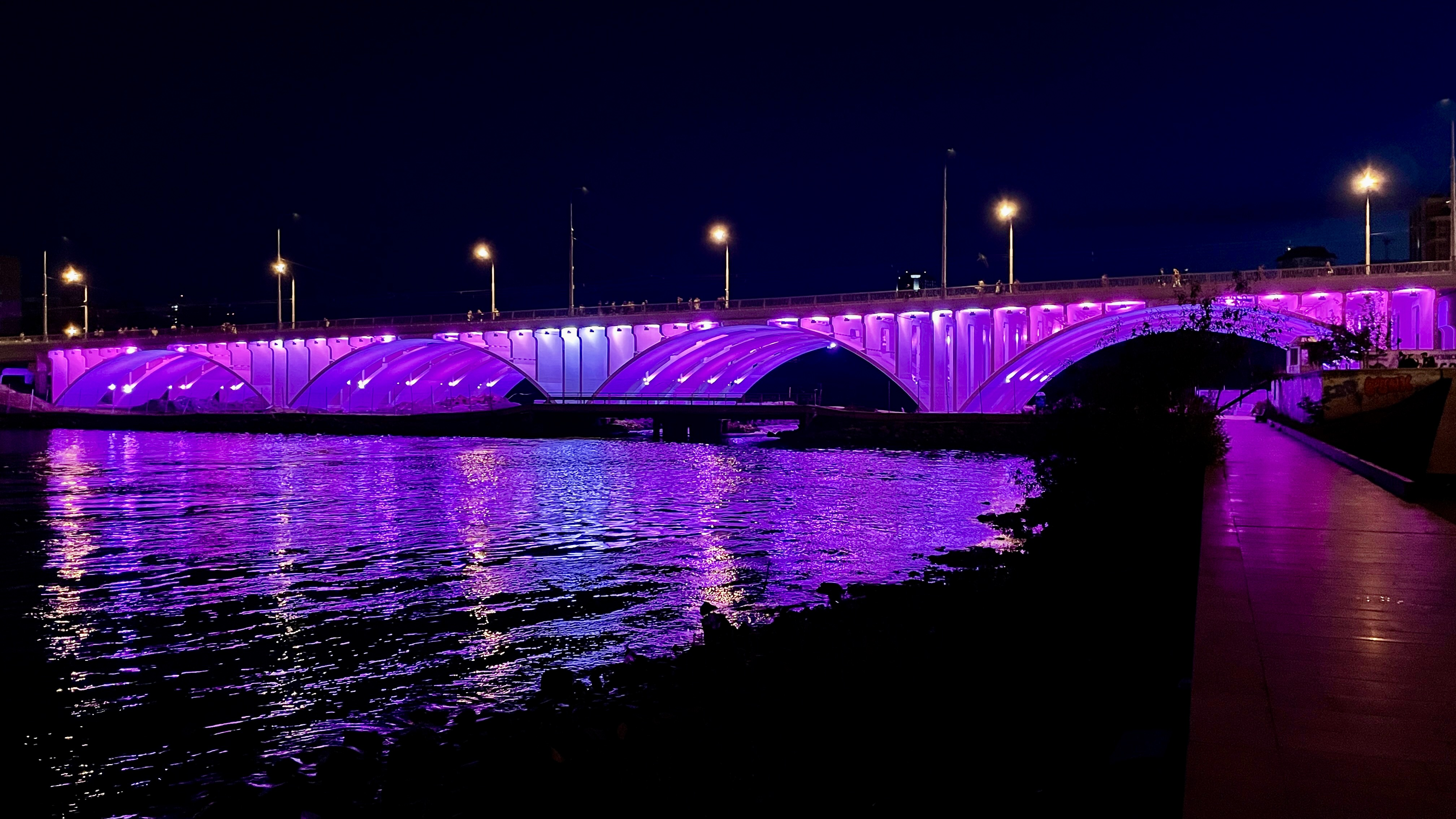
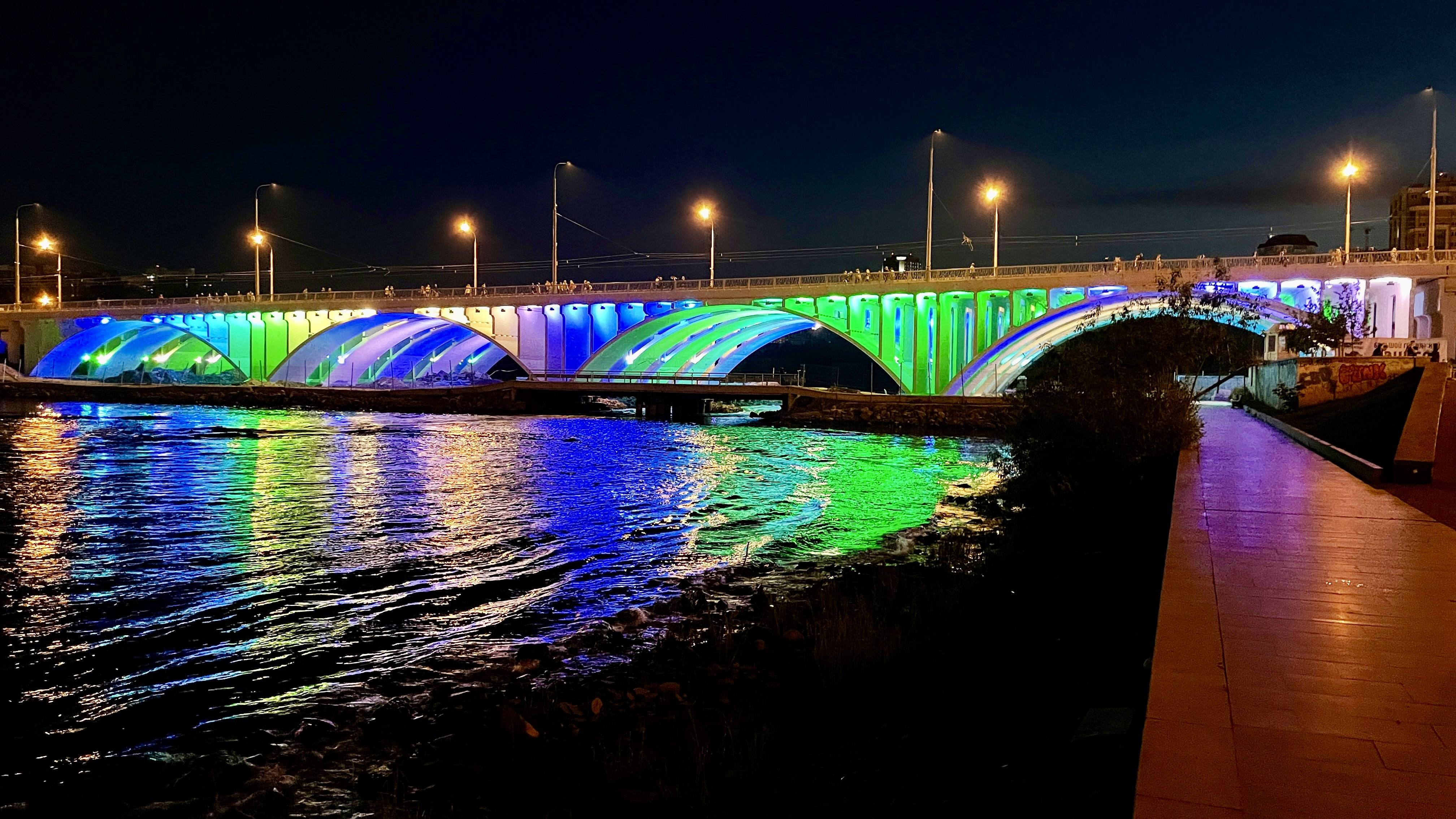
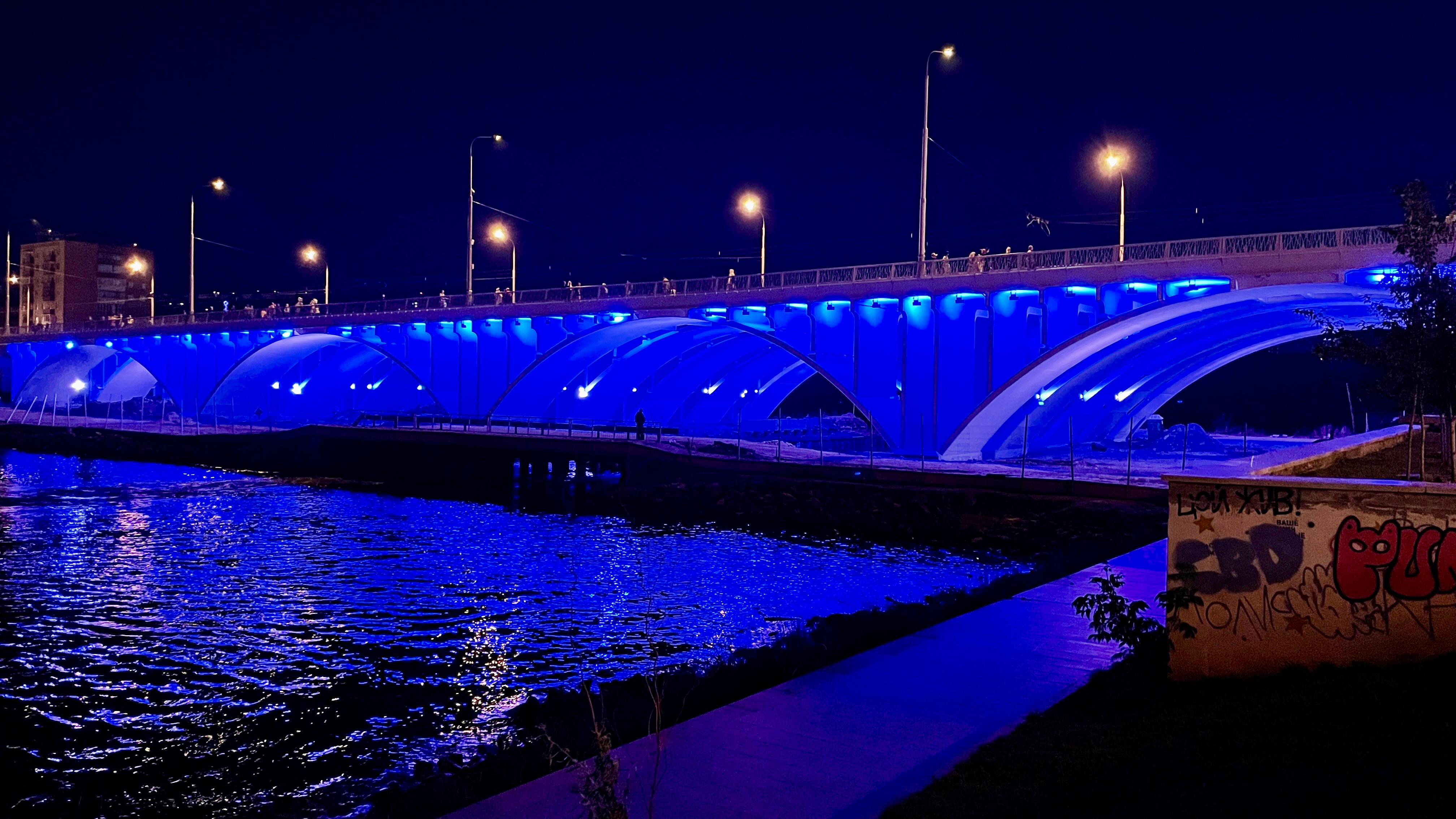
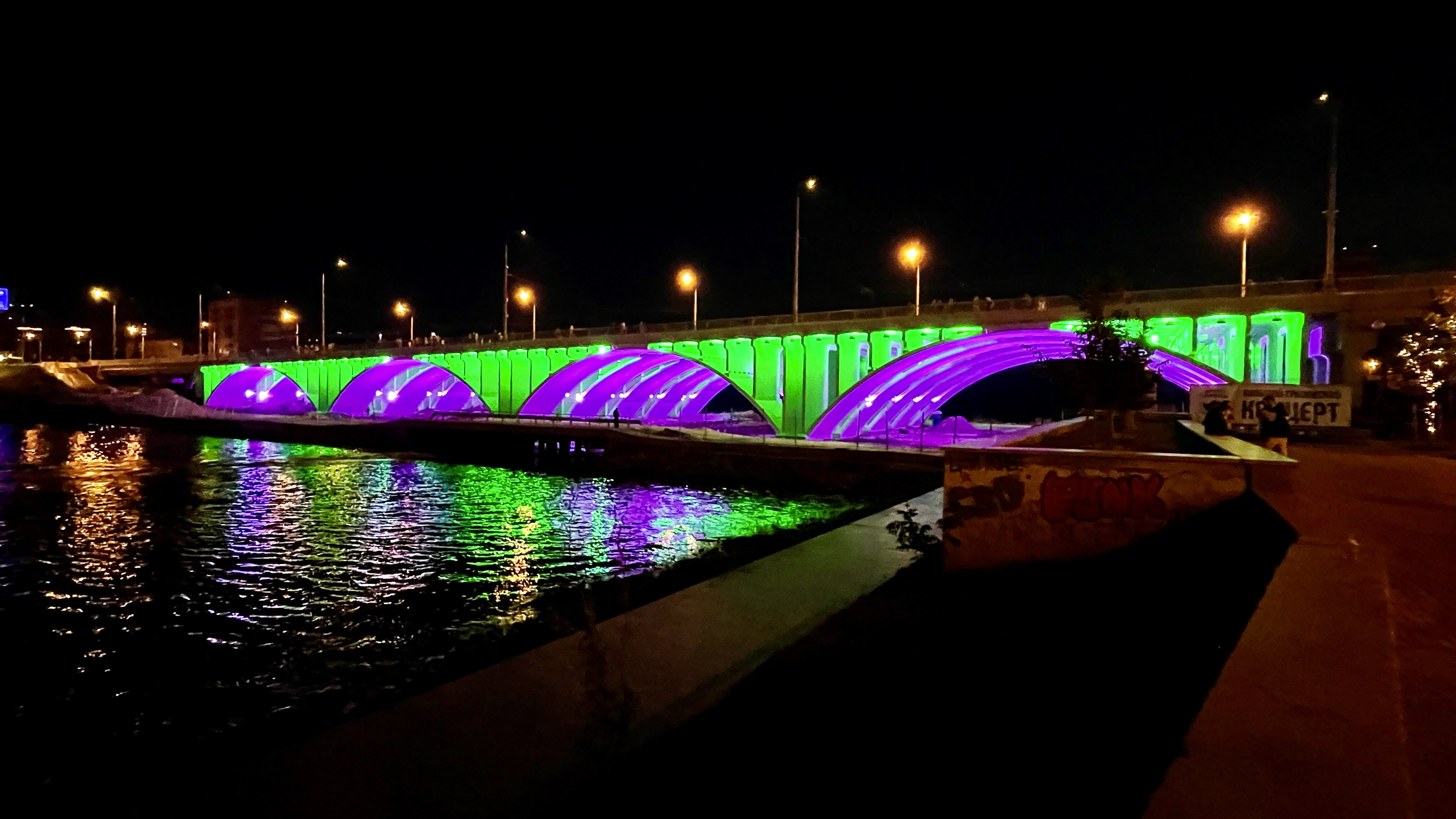
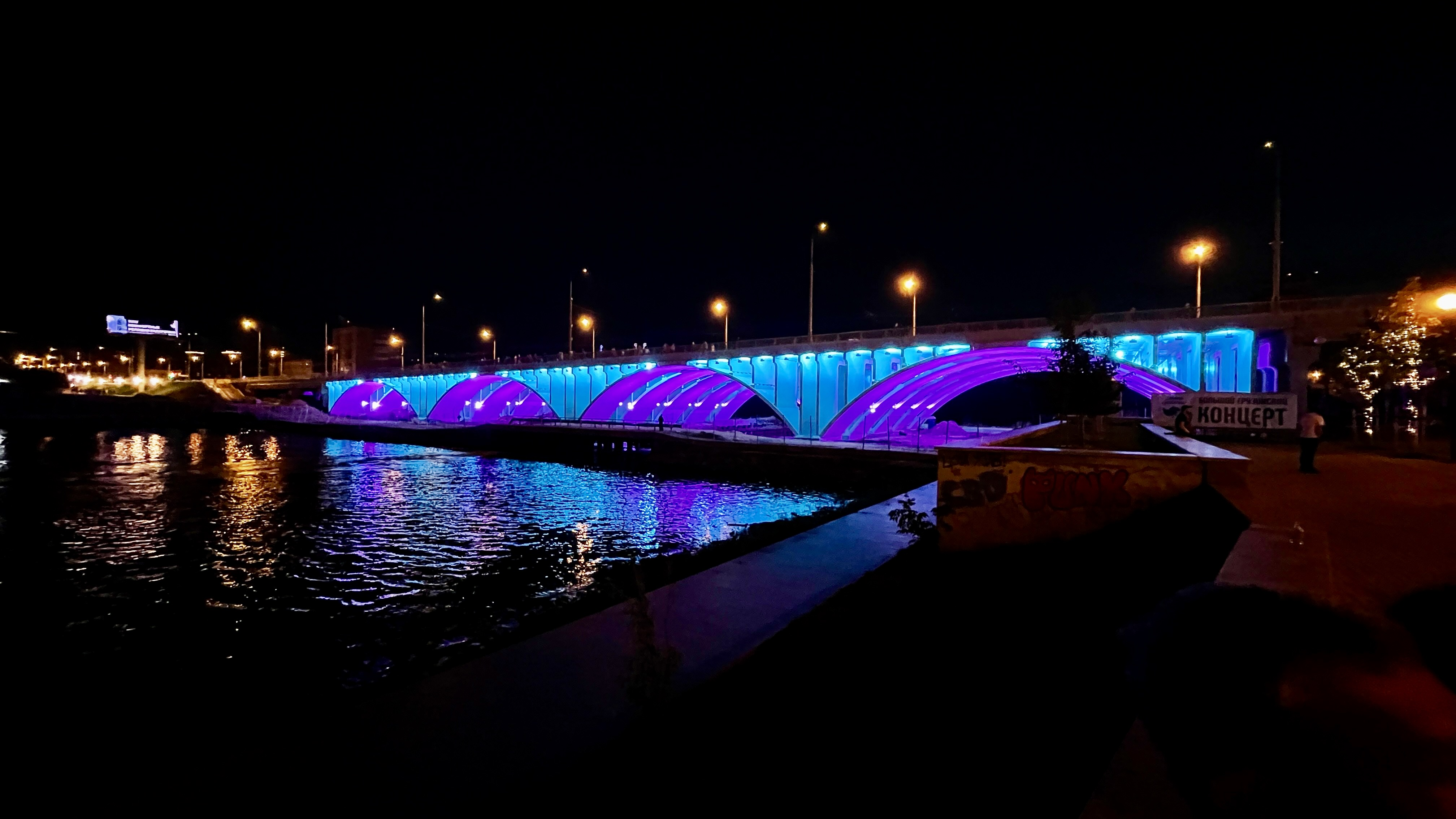
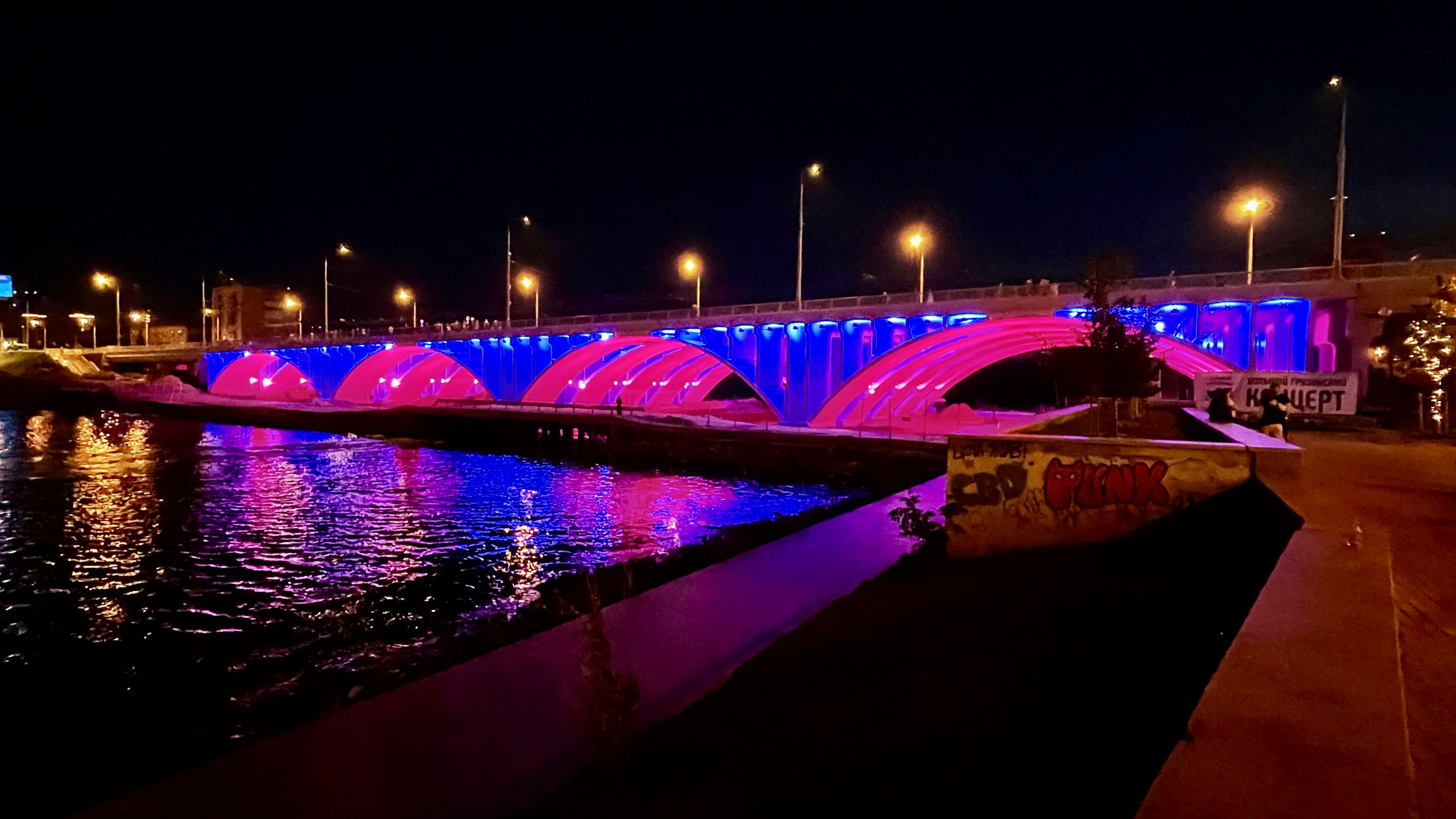
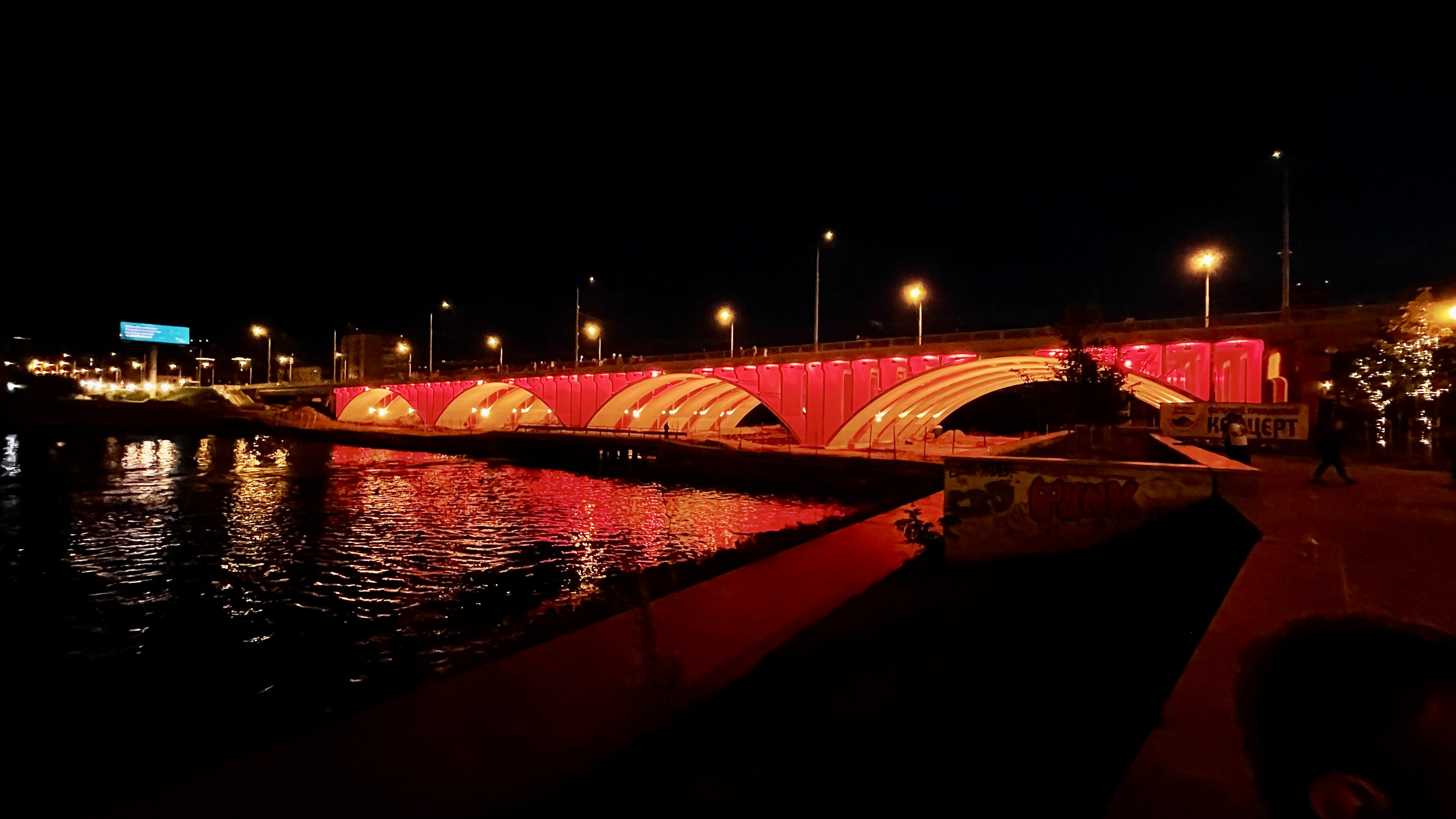